# Broszkowice
Broszkowice – wieś w Polsce położona w województwie małopolskim, w powiecie oświęcimskim, w gminie Oświęcim.

## Historia
Początkowo wieś Broszkowice (pierwotnie Zbroschkowice) należała do zamku oświęcimskiego, a następnie do mieszczan oświęcimskich. W dokumencie sprzedaży księstwa oświęcimskiego Koronie Polskiej przez Jana IV oświęcimskiego wystawionym 21 lutego 1457 miejscowość wymieniona została jako Sbroszkowicze. Na podstawie istniejących dokumentów wiadomo, iż w 1427 r. została odkupiona od mieszczanina Marcina Cyny przez klasztor Dominikanów w Oświęcimiu. Po kasacji klasztoru w 1782 r. przez cesarza Józefa II, wieś została wcielona do rządowego funduszu religijnego. W 1816 r. zakupił ją na licytacji proboszcz oświęcimski, Idzi Rusocki i darował swojemu bratankowi, Kajetanowi. W 1842 r. w spadku po ojcu Broszkowice otrzymała Leokadia Dębska, której spadkobiercy rozsprzedali majątek.
Podczas okupacji, w związku z założeniem oraz rozbudową obozu koncentracyjnego w Oświęcimiu wiosną 1941 roku, wieś Broszkowice podobnie jak pobliskie Babice, Rajsko, Brzezinka, Pławy i Harmęże została przez Niemców wysiedlona.
W latach 1975–1998 miejscowość administracyjnie należała do województwa bielskiego.
Na terenie sołectwa działa jednostka Ochotniczej Straży Pożarnej, Ludowy Klub Sportowy "Puls" oraz Koło Gospodyń Wiejskich.